# 中原達彦
中原 達彦（なかはら たつひこ、1968年 - ）は日本の作曲家、編曲家。

## 来歴
長崎市に生まれ、福岡教育大学および同大学院で学んだ後、東京芸術大学別科作曲専修を修了した。作曲を内山信、川崎絵都夫、尾高惇忠に、ピアノを福田伸光に師事。
管弦楽曲、吹奏楽曲、室内楽曲、器楽曲、合唱曲などの作曲や編曲を手がけている。